# Durasıllı, Salihli
Durasıllı là một thị trấn thuộc huyện Salihli, tỉnh Manisa, Thổ Nhĩ Kỳ. Dân số thời điểm năm 2011 là 5.036 người.